# Bowie - Legacy
Bowie - Legacy is een compilatiealbum van de Britse muzikant David Bowie, uitgebracht op 11 november 2016 op cd en op 6 januari 2017 op lp. Het is het eerste officiële compilatiealbum dat verschijnt na het overlijden van de zanger op 10 januari 2016.
Op het album staan nummers van zijn album David Bowie uit 1969 tot zijn laatste album ★ (Blackstar), dat slechts twee dagen voor zijn overlijden verscheen. Daarnaast staat "Life on Mars?" op het album in een nieuwe remix van de originele producer Ken Scott.

## Tracklist
- Alle nummers geschreven door Bowie, tenzij anders genoteerd.
- Van de nummers "Let's Dance", "Ashes to Ashes", "Starman", "The Jean Genie", "Golden Years", "China Girl", ""Heroes"", "Young Americans", "Fashion", "Modern Love", "Absolute Beginners", "Little Wonder" en "Everyone Says 'Hi'" werd de singleversie gebruikt in plaats van de originele albumversie. Van de nummers "Lazarus", "Jump They Say", "I'm Afraid of Americans", "Thursday's Child", "Slow Burn", "New Killer Star" en "I Can't Give Everything Away" werd een radio-edit gebruikt.

### Cd
1. "Let's Dance" (van Let's Dance, 1983) – 4:08
2. "Ashes to Ashes" (van Scary Monsters (and Super Creeps), 1980) – 3:35
3. "Under Pressure" (met Queen) (van Queen-album Hot Space, 1981) (Bowie/Freddie Mercury/Brian May/Roger Taylor/John Deacon) – 4:04
4. "Life on Mars? (2016 mix)" (van Hunky Dory, 1971) – 3:37
5. "Changes" (van Hunky Dory) – 3:35
6. "Oh! You Pretty Things" (van Hunky Dory) – 3:11
7. "The Man Who Sold the World" (van The Man Who Sold the World, 1970) – 3:58
8. "Space Oddity" (van David Bowie, 1969) – 5:12
9. "Starman" (van The Rise and Fall of Ziggy Stardust and the Spiders from Mars, 1972) – 4:12
10. "Ziggy Stardust" (van Ziggy Stardust) – 3:12
11. "The Jean Genie" (van Aladdin Sane, 1973) – 4:05
12. "Rebel Rebel" (van Diamond Dogs, 1974) – 4:30
13. "Golden Years" (van Station to Station, 1976) – 3:27
14. "Dancing in the Street" (met Mick Jagger) (non-album single, 1985) (Marvin Gaye/William "Mickey" Stevenson/Ivy Jo Hunter) – 3:11
15. "China Girl" (van Let's Dance) (Bowie/Iggy Pop) – 4:15
16. "Fame" (van Young Americans, 1975) (Bowie/John Lennon/Carlos Alomar) – 4:16
17. "Sound and Vision" (van Low, 1977) – 3:03
18. ""Heroes"" (van "Heroes", 1977) (Bowie/Brian Eno) – 3:33
19. "Where Are We Now?" (van The Next Day, 2013) – 4:09
20. "Lazarus" (van ★ (Blackstar), 2016) – 4:05

### Dubbel-cd
Cd 1
1. "Space Oddity" – 5:12
2. "The Man Who Sold the World" – 3:58
3. "Changes" – 3:35
4. "Oh! You Pretty Things" – 3:11
5. "Life on Mars? (2016 mix)" – 3:37
6. "Starman" – 4:12
7. "Ziggy Stardust" – 3:12
8. "Moonage Daydream" (van Ziggy Stardust) – 4:40
9. "The Jean Genie" – 4:05
10. "All the Young Dudes" (van Mott the Hoople-album All the Young Dudes, 1972) – 3:09
11. "Drive-In Saturday" (van Aladdin Sane) – 4:29
12. "Sorrow" (van Pin Ups, 1973) (Bob Feldman/Jerry Goldstein/Richard Gottehrer) – 2:53
13. "Rebel Rebel" – 4:30
14. "Young Americans" (van Young Americans) – 3:14
15. "Fame" (Bowie/Lennon/Alomar) – 4:16
16. "Golden Years" – 3:27
17. "Sound and Vision" – 3:03
18. ""Heroes"" (Bowie/Eno) – 3:33
19. "Boys Keep Swinging" (van Lodger, 1979) (Bowie/Eno) – 3:17
20. "Ashes to Ashes" – 3:35
21. "Fashion" (van Scary Monsters (and Super Creeps)) – 3:25

Cd 2
1. "Under Pressure" (met Queen) (Bowie/Mercury/May/Taylor/Deacon) – 4:04
2. "Let's Dance" – 4:08
3. "China Girl" (Bowie/Pop) – 4:15
4. "Modern Love" (van Let's Dance) – 3:56
5. "Blue Jean" (van Tonight) – 3:11
6. "This Is Not America" (met Pat Metheny Group) (van PMG-album The Falcon and the Snowman) (Bowie/Lyle Mays/Pat Metheny) – 3:51
7. "Dancing in the Street" (met Mick Jagger) (Gaye/Stevenson/Hunter) – 3:11
8. "Absolute Beginners" (van Absolute Beginners soundtrack, 1986) – 4:46
9. "Jump They Say" (van Black Tie White Noise, 1993) – 3:53
10. "Hallo Spaceboy (Pet Shop Boys mix)" (van 1. Outside, 1995) (Bowie/Eno) – 4:23
11. "Little Wonder" (van Earthling, 1997) (Bowie/Reeves Gabrels/Mark Plati) – 3:42
12. "I'm Afraid of Americans" (van Earthling) (Bowie/Eno) – 4:25
13. "Thursday's Child" (van 'hours...', 1999) (Bowie/Gabrels) – 4:25
14. "Slow Burn" (van Heathen, 2002) – 3:57
15. "Everyone Says 'Hi'" (van Heathen) – 3:29
16. "New Killer Star" (van Reality, 2003) – 3:42
17. "Where Are We Now?" – 4:09
18. "Lazarus" – 4:05
19. "I Can't Give Everything Away" (van ★ (Blackstar)) – 4:25

### Dubbel-lp
Kant 1
1. "Let's Dance" – 4:08
2. "Ashes to Ashes" – 3:35
3. "Under Pressure" (met Queen) (Bowie/Mercury/May/Taylor/Deacon) – 4:04
4. "Life on Mars? (2016 mix)" – 3:37
5. "Changes" – 3:35

Kant 2
1. "Oh! You Pretty Things" – 3:11
2. "The Man Who Sold the World" – 3:58
3. "Space Oddity" – 5:21
4. "Starman" – 4:12
5. "Ziggy Stardust" – 3:12

Kant 3
1. "The Jean Genie" – 4:05
2. "Rebel Rebel" – 4:30
3. "Golden Years" – 3:27
4. "Dancing in the Street" (met Mick Jagger) (Gaye/Stevenson/Hunter) – 3:11
5. "China Girl" (Bowie/Pop) – 4:15

Kant 4
1. "Fame" (Bowie/Lennon/Alomar) – 4:16
2. "Sound and Vision" – 3:03
3. ""Heroes"" (Bowie/Eno) – 3:33
4. "Where Are We Now?" – 4:09
5. "Lazarus" – 4:05